# 軒轅三
天貓座38，又名BD+37 1965，HD 80081、SAO 61391、HR 3690，是天貓座的一颗恒星，视星等为3.82，位于銀經186.81，銀緯44.47，其B1900.0坐标为赤經9h 12m 37.3s，赤緯+37° 44.47′ 33″。